# ويليام بيكر روك
ويليام بيكر روك (بالإنجليزية: William Baker Rock)‏ هو مؤدي أمريكي، ولد في 5 أغسطس 1872 في إيفانسفيل في الولايات المتحدة، وتوفي في 27 يونيو 1922 في فيلادلفيا في الولايات المتحدة بسبب سرطان.

## روابط خارجية
- ويليام بيكر روك على موقع قاعدة بيانات برودواي على الإنترنت (الإنجليزية)
- ويليام بيكر روك على موقع قاعدة بيانات برودواي على الإنترنت (الإنجليزية)